# 埃爾索布蘭特 (加利福尼亞州河濱縣)
埃爾索布蘭特（英語：El Sobrante）是位於美國加利福尼亞州河濱縣的一個人口普查指定地區。

## 地理
埃爾索布蘭特的座標為33°52′21″N 117°27′45″W / 33.87250°N 117.46250°W，而該地最高點為海拔高度391米（即1283英尺）。

## 人口
根據2010年美國人口普查的數據，埃爾索布蘭特的面積為7.211平方千米，均為陸地。當地共有人口12723人，而人口密度為每平方千米1,764人。